# Aéroport de Lanzhou-Zhongchuan
L'aéroport de Lanzhou Zhongchuan (code IATA : LHW • code OACI : ZLLL) est un aéroport desservant la ville de Lanzhou, la capitale de la province du Gansu en Chine. Il est situé à 67 km au nord du centre-ville, et fut ouvert en 1970. C'est une importante plateforme aéroportuaire pour la province de Gansu et la Chine de l'Ouest.
Un nouveau terminal est actuellement en construction au sud de l'existant.

## Situation

### Carte des 50 premiers aéroports de Chine
| \| 500 km1:25 016 000 \| Baotou Canton Changchun Changsha Chengdu-CTU Chengdu-TFU Chongqing Dalian Fuzhou Guilin Guiyang Haikou Hailar Hangzhou Harbin Hefei Hohhot Jinan Jinghong Kunming Lanzhou Lhassa Lijiang Nanchang Nankin Nanning Ningbo Pékin · Capitale Pékin · Daxing Qingdao Quanzhou Sanya Shanghaï-Pudong Shanghaï-Hongqiao Shantou-Chaozhou-Jieyang Shenyang Shenzhen Shijiazhuang Taiyuan Tianjin Ürümqi Wenzhou Wuhan Suzhou Xiamen Xi'an Xining Yantai Yinchuan Zhengzhou Zhuhai-Jinwan |
| 500 km1:25 016 000 |

## Compagnies aériennes et destinations
| Compagnies                                         | Destinations |
| -------------------------------------------------- | --- |
| Air China                                          | Pékin-Capitale, Chengdu-Shuangliu, Canton-Baiyun, Hangzhou-Xiaoshan, Shanghai-Pudong, Tianjin Binhai |
| Air China                                          | Hajj: Djeddah - Roi-Abdelaziz |
| Asiana Airlines                                    | En saison charter : Séoul-Incheon |
| Beijing Capital Airlines                           | Haikou, Nanning, Sanya-Phénix, Ürümqi-Diwopu |
| China Eastern Airlines                             | - Pékin-Capitale, - Changsha, - Changzhou, - Chengdu-Shuangliu, - Dalian-Zhoushuizi, - Dunhuang, - Fuzhou-Chánglè, - Canton-Baiyun, - Guiyang, - Guilin-Liangjiang, - Hangzhou-Xiaoshan, - Hefei, - Jiayuguan (en), - Kunming-Changshui, - Lüliang (zh), - Nanchang-Changbei, - Nankin, - Ningbo, - Ordos Ejin Horo, - Qingdao-Jiaodong, - Rizhao Shanzihe (en), - Sanya-Phénix, - Shanghai-Hongqiao, - Shanghai-Pudong, - Shantou-Chaozhou-Jieyang, - Shenzhen-Bao'an, - Shijiazhuang, - Taiyuan-Wusu, - Wenzhou-Longwan, - Wuhan, - Wuxi/Suzhou, - Ürümqi-Diwopu, - Xi'an-Xianyang, - Yantai, - Zhengzhou, - Zhuhai |
| China Eastern Airlines                             | Hefei, Bangkok-Suvarnabhumi, Taïwan-Taoyuan |
| China Eastern Airlines opéré par Shanghai Airlines | Shanghai-Hongqiao |
| China Express Airlines                             | Chongqing-Jiangbei, Dunhuang, Jiayuguan (en), Mianyang Nanjiao, Zhangye |
| China Southern Airlines                            | Changsha, Chongqing-Jiangbei, Dalian-Zhoushuizi, Canton-Baiyun, Guiyang, Haikou, Hangzhou-Xiaoshan, Jinan, Nanning, Shenyang, Shenzhen-Bao'an, Ürümqi-Diwopu, Wenzhou-Longwan, Wuhan, Xi'an-Xianyang, Zhangjiajie, Zhengzhou, Zhuhai |
| China Southern Airlines                            | Dubaï, Moscou Chérémétiévo, Saint-Pétersbourg-Poulkovo |
| China United Airlines                              | Pékin-Nanyuan, Qingyang (en) |
| Far Eastern Air Transport                          | Taïwan-Taoyuan |
| Hainan Airlines                                    | Pékin-Capitale, Chongqing-Jiangbei, Fuzhou-Chánglè, Haikou, Hefei, Nanchang-Changbei, Shanghai-Pudong, Shenzhen-Bao'an, Tongren Fenghuang (en), Ürümqi-Diwopu, Xiamen-Gaoqi, Xi'an-Xianyang, Yiwu |
| Hainan Airlines                                    | Taïwan-Taoyuan |
| Juneyao Airlines                                   | Shanghai-Pudong |
| Lucky Air                                          | Kunming-Changshui, Lijiang, Mianyang Nanjiao, Ürümqi-Diwopu |
| Okay Airways                                       | Yulin (en) |
| Shandong Airlines                                  | Jinan, Guilin-Liangjiang, Qingdao-Jiaodong, Taiyuan-Wusu, Ürümqi-Diwopu, Xiamen-Gaoqi, Zhengzhou |
| Shenzhen Airlines                                  | Changsha, Canton-Baiyun, Nankin, Shenzhen-Bao'an, Wuxi/Suzhou, Xi'an-Xianyang |
| Sichuan Airlines                                   | Chengdu-Shuangliu, Chongqing-Jiangbei, Dunhuang, Guiyang, Harbin Taiping, Jiayuguan (en), Kunming-Changshui, Sanya-Phénix, Tianjin Binhai, Gannan Xiahe (en) |
| Spring Airlines                                    | Shanghai-Pudong, Shenyang |
| Spring Airlines                                    | Bangkok-Suvarnabhumi |
| Tianjin Airlines                                   | Guilin-Liangjiang, Haikou, Hohhot, Luzhou-Yunlong, Nanning, Ordos Ejin Horo, Qingyang (en), Xi'an-Xianyang, Yinchuan Hedong, Zhangye |
| Tibet Airlines                                     | Lhassa-Gonggar, Taiyuan-Wusu |
| Vietnam Airlines                                   | Charter : Đà Nẵng |
| West Air (China)                                   | Chongqing-Jiangbei, Ürümqi-Diwopu |
| XiamenAir                                          | Changsha, Fuzhou-Chánglè, Hangzhou-Xiaoshan, Hengyang, Quanzhou Jinjiang, Wuhan, Xi'an-Xianyang, Xiamen-Gaoqi, Zhengzhou |

Édité le 03/04/2018

## Galerie

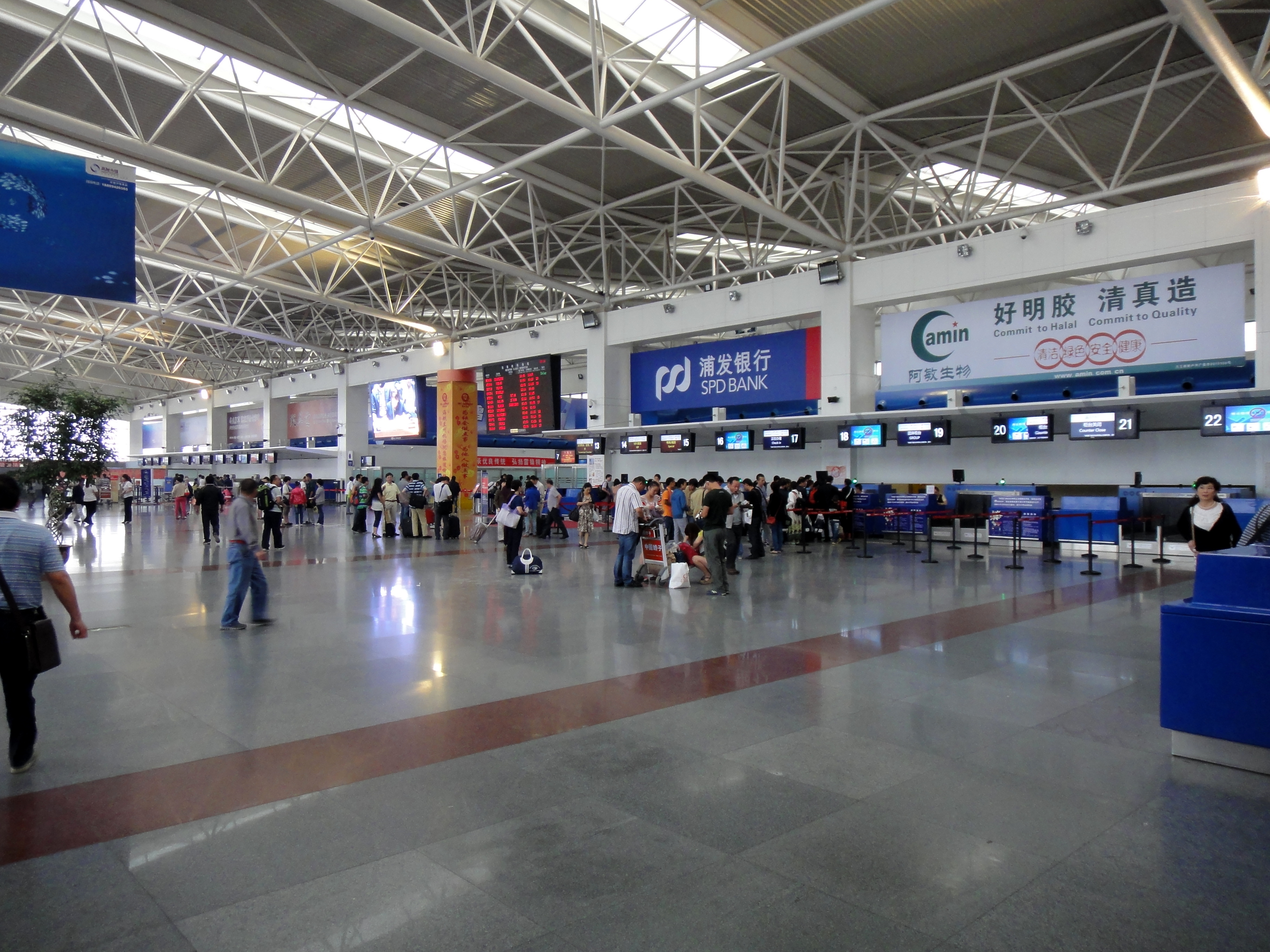
Hall des départs
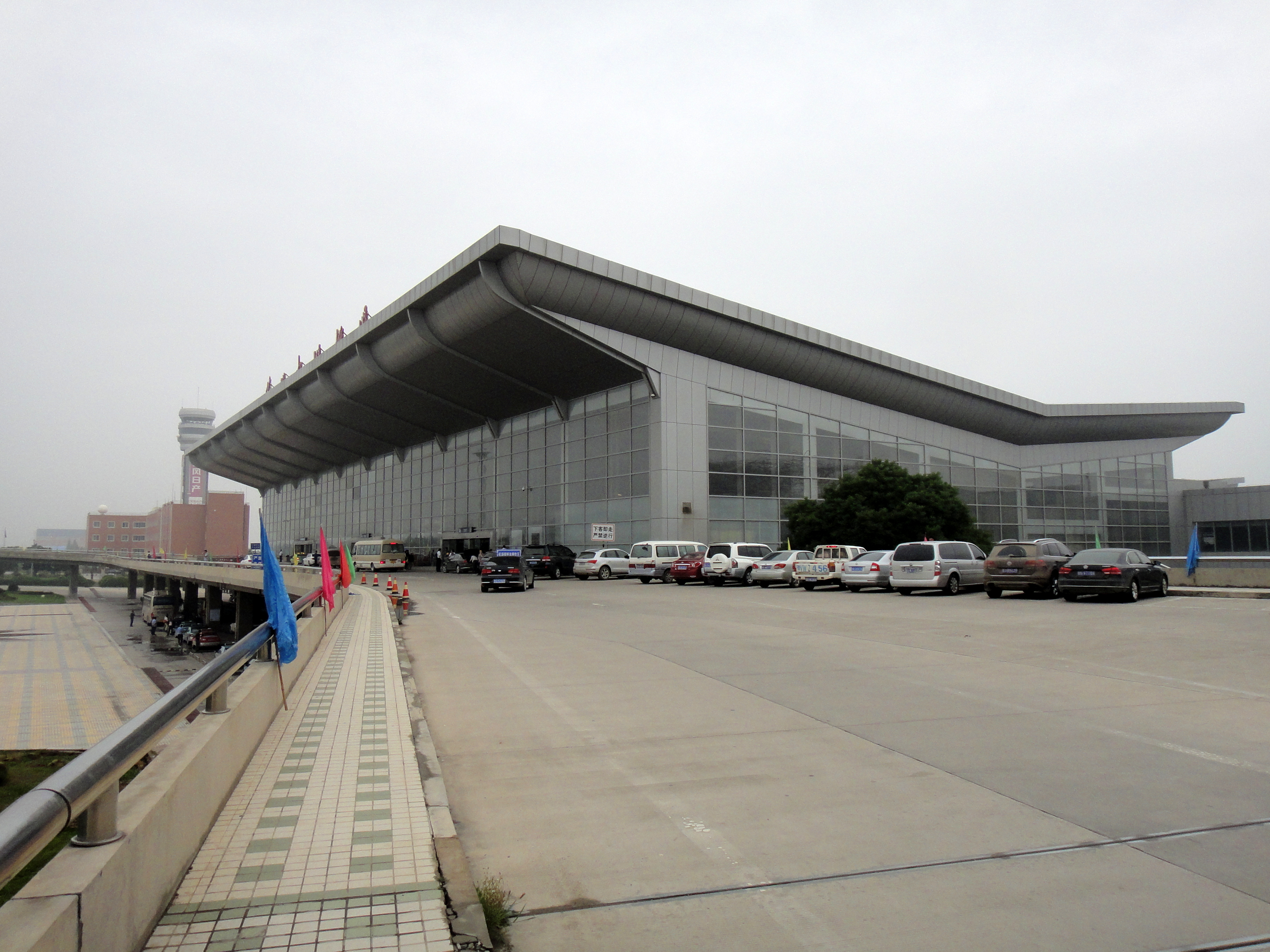
Terminal actuel
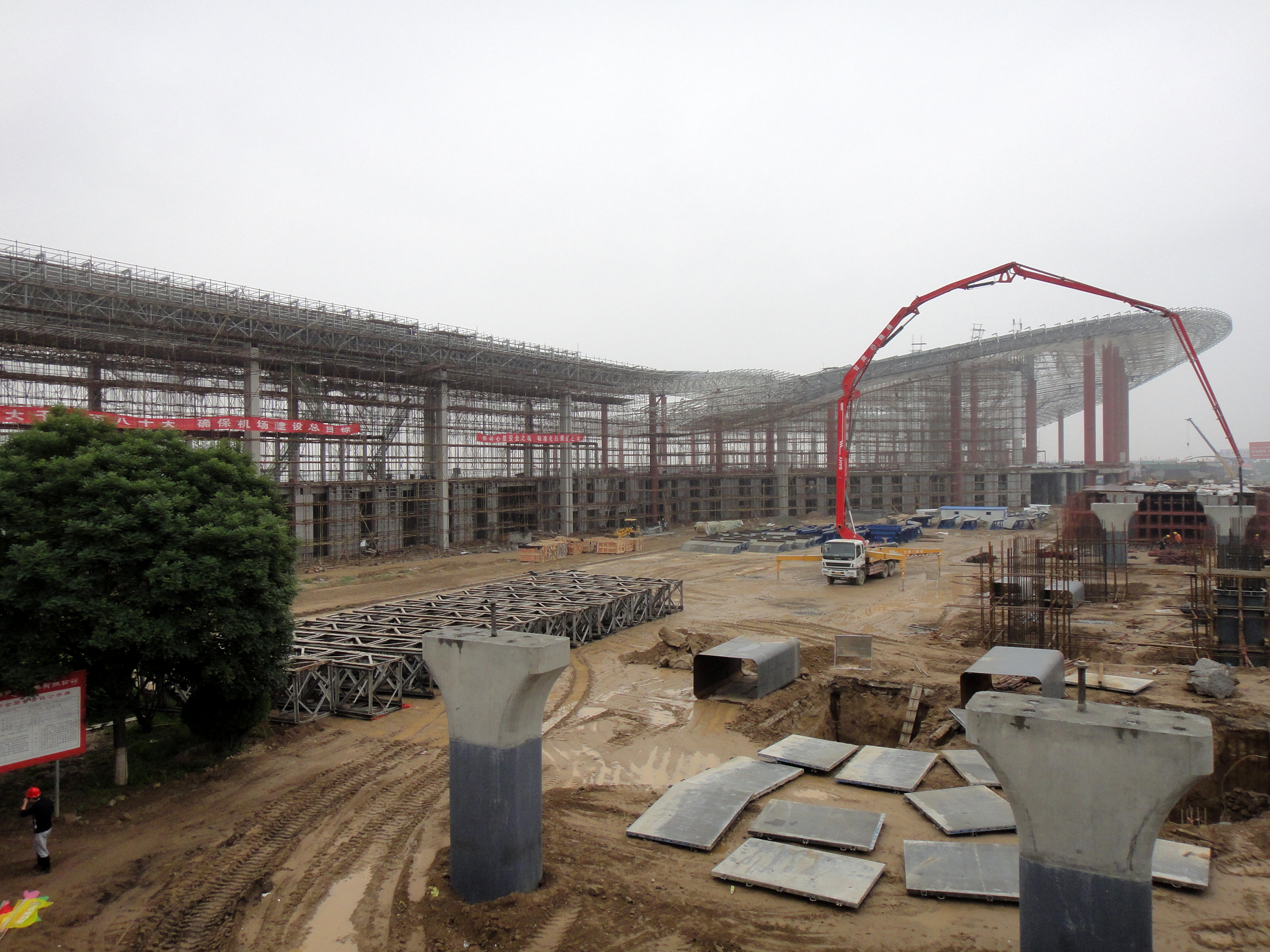
Nouveau terminal en construction.